# Ames (Spanyolország)
Ames egy község Spanyolországban, A Coruña tartományban. Ames Santiago de Compostela, Teo, Brión, Negreira, A Baña és Val do Dubra községekkel határos. Lakosainak száma 32 812 fő (2024).

## Népesség
A település lakosságának változását az alábbi diagram mutatja:
| Lakosok száma | 17 737 | 20 840 | 23 219 | 26 983 | 28 852 | 29 975 | 30 544 | 31 793 | 31 993 | 32 812 |
|               | 2001   | 2004   | 2006   | 2009   | 2011   | 2014   | 2016   | 2019   | 2021   | 2024   |